# David Thompson (kartograf)
 For alternative betydninger, se David Thompson. (Se også artikler, som begynder med David Thompson)
David Thompson (født i London 30. april 1770 – død i Longueuil, Quebec, 10. februar 1857) er først og fremmest kendt som en extraordinær udforsker af Canada.
Meget af sin udforskning klarede David Thompson under sine lange handelsekspeditioner til fjerne indianerstammer for først pelskompagniet Hudson's Bay Company, hvor han var ansat fra 1784-1797. Han fortsatte denne udforskning, mens han arbejdede for North West Company fra 1797 til 1812. I årene som pelsopkøber tilbagelagde han omkring 88.000 kilometer og udvidede navnlig kendskabet til dele af det vestlige Canada. Han forcerede Rocky Mountains og fulgte Columbia River til dens udløb i Stillehavet.:93 
Da han deltog i opmålingen af den østlige halvdel af grænsen mellem Canada og USA i tiden 1817 til 1826, tilbagelagde han ekstra 25.000 kilometer.:93 
David Thompson brugte bl.a. sine utallige målinger af længde- og breddegrader til at udfærdige kort med ruter fra forskellige handelsstationer i Canada til flere stammer. Det gælder f.eks. for hidatsa- og mandan-byerne i North Dakota, som han besøgte i vinteren 1797-1798.:115  Thompson førte ydermere ret detaljerede rejse-dagbøger, hvori han både skrev om strabadserne på sine ture og nedfældede notater om indianer-samfundene, han fik kontakt med.:96 
David Thompson var 86 år, da han døde i fattigdom i 1857. Han ligger begravet på Mount Royal Cemetery i Montreal.:94 
Thompson skrev om nogle af sine oplevelser og møder med forskellige indfødte kulturer i ”David Thompson’s Narrative of His Explorations in Western America, 1784-1812,” der udkom første gang i 1916. Siden er selvbiografien blevet genoptrykt i redigerede udgaver.:94 
Flere monumenter er rejst til ære for David Thompson, og et frimærke blev udgivet i 1957 for at mindes 100 året for hans død.
- Mindeplade på The Grey Coat Hospital, Westminster
- Frimærke med Thompson på